# 菅直哉
菅 直哉（すが なおや、1985年5月17日 - ）は、日本の元男子バレーボール選手。バレーボール指導者。

## 来歴
長崎県島原市有明町出身。有明中学1年よりバレーボールを始め、中学3年時に県大会で優勝を飾る。全日本ジュニア代表などを経験、
大村工業高校2年時からレギュラーに抜擢され、3年時にはインターハイ優勝を経験した。
筑波大学では1年時からレギュラーセッターを務め、2004年全日本インカレで2年ぶりの優勝に貢献しセッター賞を受賞、大学バレー部の主将も務めた。2006年度にはインターンとしてつくばユナイテッドSun GAIAに参加した。
大学卒業後の2008年4月にNECに入社、NECブルーロケッツに入団。5月の黒鷲旗大会でデビューし、1年目からレギュラーを獲得した。2009年夏季ユニバーシアードでは主将としてレギュラーセッターを務めた。同年、2009年度全日本代表登録メンバーに選出された。
NECブルーロケッツの無期限休部に伴い、同年7月31日付けでNECを退社し、8月1日にJTサンダーズ（現・JTサンダーズ広島）に入団した。前年までのレギュラーだった前田悟が引退したため、移籍1年目はゴードン・メイフォースの方針で井上俊輔との併用で起用された。2010年にも全日本登録メンバーに選ばれ、広州アジア大会優勝。JTでは以降も井上・深津旭弘との併用で起用された。
2016年5月、第65回黒鷲旗をもって引退。直後の同年6月、コーチに就任した。2019-20シーズンをもってコーチを退任し社業専念。

## 球歴
- 日本代表 - 2009-2010年、2013年

## 所属チーム
- 大村工業高校
- 筑波大学
- NECブルーロケッツ（2008-2009年）
- JTサンダーズ（2009-2016年）

## 個人成績
Vプレミアリーグレギュラーラウンドにおける個人成績は下記の通り。
| シーズン | 所属 | 出場 | 出場   | アタック | アタック | アタック | アタック | ブロック | ブロック | サーブ | サーブ | サーブ | サーブ | レセプション | レセプション | 総得点 | 備考 |
| -------- | ---- | ---- | ------ | -------- | -------- | -------- | -------- | -------- | -------- | ------ | ------ | ------ | ------ | ------------ | ------------ | ------ | ---- |
| シーズン | 所属 | 試合 | セット | 打数     | 得点     | 決定率   | 効果率   | 決定     | /set     | 打数   | エース | 得点率 | 効果率 | 受数         | 成功率       | 総得点 | 備考 |
| 2008/09  | NEC  | 28   | 93     | 24       | 15       | 62.5%    | %        | 23       | 0.25     | 277    | 1      | 0.36%  | 5.1%   | 3            | 0.0%         | 39     |      |
| 2009/10  | JT   | 24   | 72     | 18       | 9        | 50.0%    | %        | 38       | 0.53     | 238    | 2      | 0.84%  | 4.7%   | 5            | 0.0%         | 49     |      |
| 2010/11  | JT   | 20   | 68     | 19       | 8        | 42.1%    | %        | 25       | 0.37     | 204    | 0      | 0.00%  | 4.2%   | 4            | 0.0%         | 33     |      |
| 2011/12  | JT   | 20   | 73     | 11       | 4        | 36.4%    | %        | 28       | 0.38     | 208    | 0      | 0.00%  | 5.2%   | 1            | 0.0%         | 32     |      |
| 2012/13  | JT   | 22   | 42     | 3        | 1        | 33.3%    | %        | 11       | 0.26     | 115    | 2      | 1.74%  | 7.5%   | 5            | 0.0%         | 14     |      |
| 2013/14  | JT   | 6    | 7      | 1        | 0        | 0.0%     | %        | 0        | 0.00     | 13     | 0      | 0.00%  | 1.9%   | 0            | 0.0%         | 0      |      |
| 2014/15  | JT   | 1    | 0      | 0        | 0        | 0.0%     | %        | 0        | 0.00     | 0      | 0      | 0.00%  | 0.0%   | 0            | 0.0%         | 0      |      |